# Corvus sinaloae
El cuervo de Sinaloa o cuervo sinaloense (Corvus sinaloae) es un cuervo nativo del México occidental. Es muy parecido visualmente (mismas medidas 34 a 38 cm) con el cuervo de Tamaulipas (Corvus imparatus) salvo que la cola es más larga. Tiene el mismo plumaje y su color negro en pico y patas.

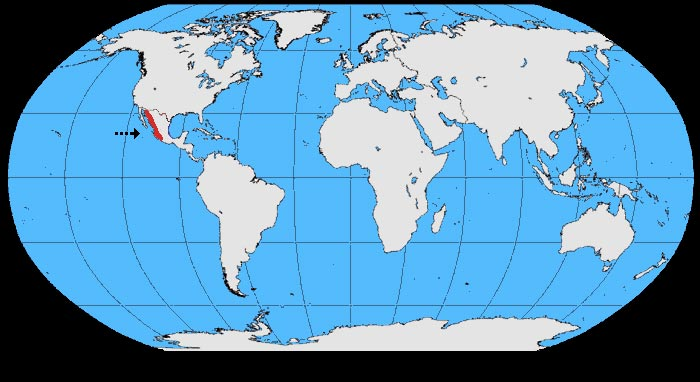
Mapa de distribución.

Vive en las costas del Pacífico desde Sonora en el norte a Colima en el sur y cubre mucha más área que sus parientes cercanos del este.
Come del suelo como de árboles. En las costas marítimas, se la pasa dando vuelta piedritas hasta alcanzar un gran rango de invertebrados tales como pequeños caracoles, insectos. Fruta de muchas spp., huevos y nidos son parte del menú cuando se le da la oportunidad.
Suele hacer el nido en cocoteros palmas, donde el nido es muy similar al del cuervo americano pero más pequeño.
El canto es diferente con el cuervo de Tamaulipas, parece un claro "ceow".
Otra especie, el cuervo pescador Corvus ossifragus del sudeste de Estados Unidos es considerada genéticamente muy emparentada con ambas especies y el cuervo del Tamaulipas (Corvus imparatus) y los tres son considerados una superespecie.